# Maximiliano Núñez
Maximiliano Ezequiel Núñez (La Plata, 17 settembre 1986) è un calciatore argentino, centrocampista dell'Universitario Vinto.

## Caratteristiche tecniche
È una esterno sinistro.

## Carriera
È cresciuto nelle giovanili dell'Estudiantes (LP).

## Palmarès

### Club

#### Competizioni nazionali
- Campionato argentino: 2

Estudiantes: Apertura 2006, Apertura 2010
- Campionato peruviano: 1

Sporting Cristal: 2014
- Campionato colombiano: 1

Millonarios: 2017-II
- Súper Liga: 1

Millonarios: 2018

#### Competizioni internazionali
- Coppa Libertadores: 1

Estudiantes: 2009